# Arroyo Frasquito
Der Arroyo Frasquito, auch als Arroyuelo de Frasquito bezeichnet, ist ein im Süden Uruguays gelegener Fluss.
Der rechtsseitige Nebenfluss des Arroyo Pando befindet sich auf dem Gebiet des Departamentos Canelones. Er entspringt östlich von Joaquín Suárez und mündet nach West-Ost-Verlauf am Südrand der Stadt Pando in den Arroyo Pando. Wenige Kilometer vor seiner Mündung vereinigt er sich mit dem linksseitigen Nebenfluss Arroyo Piedritas auf dem Stadtgebiet Pandos.